# Boliney
Boliney (Bayan ng Boliney, Abra) är en kommun i Filippinerna. Kommunen ligger på ön Luzon, och tillhör provinsen Abra. Folkmängden uppgår till 3 349 invånare.
Boliney är indela i 8 barangayer.